# Protectorado de Uganda
El protectorado de Uganda (en inglés y oficialmente, Uganda Protectorate) fue un protectorado británico establecido en 1894, cuando la Compañía Británica de África Oriental transfirió la administración del territorio —que principalmente estaba compuesto por el reino de Buganda, junto a otros pequeños reinos como  Toro, Bunyoro, Busoga y Nkole — al Gobierno Británico. El territorio consiguió su independencia en 1962, convirtiéndose en Uganda.
El territorio contaba con una superficie de 243.848 km², de los cuales 38.894 km² se correspondían con aguas interiores. La población estimada era de cuatro millones de habitantes en 1901 y de cinco millones en 1918, aunque tiempo después esas cifras se consideraron erróneas, arrojando el censo de 1925 una cifra de población de 3.136.000 habitantes, de los cuales 11.613 eran asiáticos y únicamente 1.752 de origen europeo; la etnia mayoritaria eran los baganda, con unos 750.000 habitantes.

## Moneda
La moneda de curso legal entre 1921 y 1962 fue el chelín de África Oriental, en circulación en el Protectorado de Uganda y en otros territorios de la zona que estaban bajo el control de la Corona Británica. La divisa se dividía en 100 centavos, con monedas de 1, 5, 10, 50 centavos y 1 chelín; en cuando a los billetes, circularon por valor de 5, 10, 20, 100,1.000 y 10.000 chelines.
Pero a lo largo de la historia del territorio han existido otras monedas en circulación, todas ellas previamente al chelín; a modo de resumen son las siguientes:
| Periodo     | Nombre                    | Notas |
| ----------- | ------------------------- | --- |
| 1894 — 1906 | Rupia india               | |
| 1906 — 1920 | Rupia de África Oriental  | |
| 1920 — 1921 | Florín de África Oriental | Sustituyó a la rupia a la par. |
| 1921 — 1962 | Chelín de África Oriental | Sustituyó al florín a razón de 2 chelines por cada florín. Con la independencia de Uganda siguió circulando hasta 1966, cuando fue sustituido por el chelín ugandés. |

## Bandera
Inicialmente el territorio utilizó el pabellón azul de la Compañía Británica de África Oriental, que se mantuvo vigente hasta 1895 aunque la misma ya no administrara el territorio desde el año anterior. Es entonces cuando se establece una nueva bandera para el Protectorado, basada también en el pabellón azul británico pero con un disco que contiene en su interior una grulla coronada cuelligrís, ave nacional de Uganda.
También se empleaba el mismo diseño con el pabellón rojo en buques de navegación civil dentro del lago Victoria, entre otros usos. Por otra parte el Gobernador del territorio utilizaba como estandarte la bandera británica con el mismo disco de la bandera nacional en el centro, rodeado por una guirnalda, entre los años 1914 y 1962.
La bandera del Protectorado estuvo vigente hasta el 1 de marzo de 1962, cuando el líder del Partido Democrático de Uganda, Benedicto Kiwanuka, propuso una bandera no oficial con dos franjas verdes y una tercera azul que incluía la silueta amarilla del ave nacional, todas ellas separadas por dos franjas más estrechas y también de color amarillo. El verde simboliza la vegetación del territorio, el azul el río Nilo y el amarillo el sol. Como el verde era el color oficial del Partido Democrático, la bandera no gustó al Congreso Popular de Uganda, liderado por Milton Obote, por lo que cuando un mes después este último ganó las elecciones, la bandera fue descartada a favor de un diseño basado en los colores de su partido, con seis franjas horizontales, dos negras, dos amarillas y dos rojas, representando respectivamente a la gente del país, al despertar de África y a la hermandad africana, y en el centro un disco conteniendo al ave nacional, diseño que fue adoptado formalmente el 9 de octubre de 1962.
| |
| Pabellón azul de la Compañía Británica de África Oriental, que estuvo en uso en el territorio hasta 1895. |

|                                                       |
| Bandera del Protectorado de Uganda entre 1914 y 1962. |

|                                                                     |
| Estandarte del Gobernador del Protectorado de Uganda (1914 - 1962). |

|                                                                       |
| Bandera del territorio entre el 1 de marzo y el 9 de octubre de 1962. |

|                                                              |
| Bandera oficial de Uganda a partir del 9 de octubre de 1962. |